# Слободан Јарчевић
Слободан Јарчевић (Горње Равно, 2. фебруар 1942 — Београд, 11. август 2020) био је српски књижевник, публициста и ратни министар иностраних послова Републике Српске Крајине.

## Биографија
Рођен је за вријеме Другог свјетског рата 2. фебруара 1942. године у Горњем Равном на Купресу (данашња Федерација БиХ, БиХ). Преселио се у Нове Козарце код Кикинде 1946. године, са породицом. Отац му је био антифашистички борац, и преминуо је 1949, па је Слободан остао да живи са мајком и два млађа брата. Основну школу је завршио у Новим Козацима, средњу економску школу је завршио у Кикинди, а Факултет политичких наука у Београду.
Са средњом школом радио у Индустрији грађевинском материјала Тоза Марковић у Кикинди, у периоду од 1963. до 1964. Војни рок служио ид 1965. до 1967. у тенковској јединици у Јастребарској у СР Хрватској, СФРЈ.
На јавном конкурсу за дипломатију 1970. године, био је најбољи у групи. Тада је био запослен у Савезном секретаријату за иностране послове СФРЈ. У дипломатској служби остао до 2002. године. Као дипломата службовао је у Замбији, Грчкој, Индији, Румунији, Кувајту и Белорусији. Након распада СФР Југославије био је министар иностраних послова Републике Српске Крајине, а од 1992. до 1994. саветник председника РСК Милана Мартића.
Подржавао је Српску аутохтонистичку историјску школу. Сарађивао је са Јованом И. Деретићем. Награђен је „Великом повељом“ и звањем почасног доктора наука у Друштву за истраживање старе словенске историје Сербона у Нишу 2008. године.
Радио је у часописима: Дневник, Реч младих, НИН, Погледи, Дуга, Новости, Српско наслеђе, Политика, Глас јавности, Борба, Књижевност, Експрес политика, Књижевне новине, Кикиндске новине, Енигма, Збиља и Сербона.
Преминуо је 11. августа 2020. године.

## Дела

### Објављена дела
- И богови су говорили српски
- Изгон Срба и Грка
- Ратници светог Ђорђа
- Историјске скривалице (у два тома)
- Срби пре бискуповог Адама
- Република Српска Крајина - државна документа
- Греси историчара
- Хрватска језичка беспућа
- Измишљено досељавање Срба (коаутор, заједно са Јованом И. Деретићем)
- Народ српски а историја хрватска
- Бивши Срби
- Градишћански Хрвати су Срби
- Брисање знакова српства
- И од Истре до Дрине Србија
- Мостарске издаје
- Бивши Срби Македонци
- Бивши Срби Шиптари
- Срби пре бискуповог Адама
- Хрватске у средњем веку није било

### Радови у зборницима
- Албанци лажни Илири
- Летопис матице српске у Дубровнику

### Дела спремна за објаву
- Запад и руско-српски односи
- Историјске скривалице (трећи део)
- Млади Карађорђе
- Рецензије и критике
- Република Српска Крајина (други део)